# Ершов (локомотивное депо)
Локомотивное депо Ершов — предприятие железнодорожного транспорта в городе Ершов, принадлежит к Приволжской железной дороге. Депо занимается ремонтом и эксплуатацией тягового подвижного состава.

## История депо
Депо было создано при постройке линии Покровская Слобода — Уральск Рязано-Уральской железной дороги в 1894 году.
Линия Покровск-Уральск имела узкую колею (1000 мм) и здание депо изначально было прямоугольным, из тёсанного бутового камня. Производился лишь мелкий ремонт паровозов. Паровозы с бригадами депо обслуживали плечи до станции Урбах, до Николаевска (ныне Пугачёвск) и в сторону Уральска. На станциях Чалыкла и Семиглавый Мар содержались подменные бригады депо и дома отдыха.
В 1898 году было начато строительство нового здания депо веерного типа с поворотным кругом, также был построен двухэтажный дом на шестнадцать квартир для паровозных машинистов.
В 1949 году в депо поступили паровозы серии СО.

## Подвижной состав
В настоящее время (на 2018 год) в приписном парке депо Ершов имеются тепловозы ЧМЭ3, 2ТЭ116, 2ТЭ116У, 2ТЭ25КМ